# Diana: Conspirația Trandafirului
Diana: Ultimele zile ale unei prințese este un film de televiziune difuzat în Statele Unite de TLC în 12 august, 2007 și după aceea. A fost difuzat și de Five, UKTV History, UKTV Drama în Marea Britanie, RTÉ din Irlanda, ProSieben din Germania, TF1 din Franța, RTP din Portugalia, Channel 7 Australia, Channel One din Rusia și de History Channel din India. 
Filmul urmărește să fie o descriere destul de exactă, deși semi-fictivă a ultimelor două luni din viața Dianei, Prințesă de Wales, până la moartea ei, în 31 august, 1997. Este un amestec de scene care urmează un scenariu, de înregistrări video ale știrilor și de interviuri recente ale eroilor prezenți în timpul perioadei înfățișate, inclusiv ale lui Mohamed Al-Fayed și ale editorilor de la The Sunday Mirror, rezultând astfel un film documentar hibrid plus o dramatizare doi-în-unul. Mare parte din piesa adaptată pentru televiziune a lui Jenny Lecoat se bazează pe mărturia găsită în raportul de 800 de pagini al operațiunii Paget Report, publicat în 2006 de Servicul Poliției Metropolitane al Marii Britanii, după o anchetă care a durat patru ani.
Richard Dale a regizat, având o distribuție care include Genevieve O'Reilly ca Diana, Patrick Baladi ca Dodi Al-Fayed și Shaun Dooley ca gardă de corp a familiei Al-Fayed Trevor Rees-Jones, Nadim Sawalha ca Mohamed Al-Fayed și Carlo Ferrante ca Henri Paul, șoferul mașinii în care el, Diana și Dodi au fost uciși în timpul unei încercări de a scăpa, conducând cu viteză mare, de paparazzi pe străzile din Paris. 
Casa Halton din Wendover, Buckinghamshire a servit ca decor pentru scenele care au loc în Hotelul Ritz din Paris. Alte locații din film locations includ Hertfordshire, Paris (inclusiv tunelul Pont de l'Alma în care a avut loc mașina) și Cannes. 